# Michael Fahres
Michael Fahres (Bamberg, Duitsland, 15 april 1951) is een Nederlands componist. 

## Opleiding
Michael Fahres heeft tussen 1971 en 1973 muziek, germanistiek, theaterwetenschap en filosofie gestudeerd, waarna hij naar Nederland kwam. In Nederland studeerde hij elektronische muziek, bij G. Koenig, W. Kaegi en O. Laske, aan het Instituut voor Sonologie in Utrecht. Ook studeerde hij compositie aan het conservatorium in Amsterdam. Hij studeerde daar bij Peter Schat, Konrad Boehmer, Louis Andriessen en Ton de Leeuw.

## Activiteiten
Michael Fahres werkte bij de elektronische studio's van Steim in Amsterdam, Sonologie in Utrecht, in de CEM-studio, verbonden aan Gaudeamus, waar hij tussen 1976 en 1998 directeur van was, en de Computerstudio Erlangen. Michael Fahres heeft elektronische muziek aan de Muziekpedagogische Academie in Hilversum gedoceerd en startte in 1979 het European Minimal Project. Ook was hij in 1983 medeoprichter van Music Program Design. Van 1985 tot en met 2009 werkte hij als editor en producer voor verscheidene omroepen, als de VPRO en NPS. Hij geeft concerten en lezingen in binnen en buitenland.

## Prijzen en onderscheidingen
In 1983 ontving Michael Fahres de Prijs voor Compositie van het Sweelinck Conservatorium in Amsterdam. Voor de Prix Italia 1992 werd zijn project "Zonnewiel" ingezonden. Het radioprogramma "Supplement - Kinky op 4" kreeg de Prix Italia 1996. Michael Fahres kreeg in 1998 de Zilveren Reissmicrofoon voor het programma "Supplement".